# Лагув (гміна, Свебодзінський повіт)
Гміна Лагув (пол. Gmina Łagów) — сільська гміна у північно-західній Польщі. Належить до Свебодзінського повіту Любуського воєводства.
Станом на 31 грудня 2011 у гміні проживало 5233 особи.

## Площа
Згідно з даними за 2007 рік площа гміни становила 199.19 км², у тому числі:
- орні землі: 32.00%
- ліси: 59.00%

Таким чином, площа гміни становить 21.25% площі повіту.

## Населення
Станом на 31 грудня 2011:
| Опис     | Загалом | Загалом | Чоловіки | Чоловіки | Жінки | Жінки |
| -------- | ------- | ------- | -------- | -------- | ----- | ----- |
| одиниця  | осіб    | %       | осіб     | %        | осіб  | %     |
| все      | 5233    | 100     | 2655     | 50.74    | 2578  | 49.26 |
| міське   | 0       | 100     | 0        |          | 0     |       |
| сільське | 5233    | 100     | 2655     | 50.74    | 2578  | 49.26 |

## Сусідні гміни
Гміна Лагув межує з такими гмінами: Битниця, Любжа, Скомпе, Суленцин, Тожим.